# Barranc de les Basses
El barranc de les Basses és un barranc del terme actual de Tremp, del Pallars Jussà i de l'antic d'Espluga de Serra, a l'Alta Ribagorça, situat a la vall del barranc de Miralles, al sud de la Serra de Sant Gervàs.
Es forma a la Muntanyeta de Llastarri, de la Serra de Sant Gervàs, des d'on davalla cap al sud per a abocar-se en el barranc de Miralles.